# Hallstatt (China)

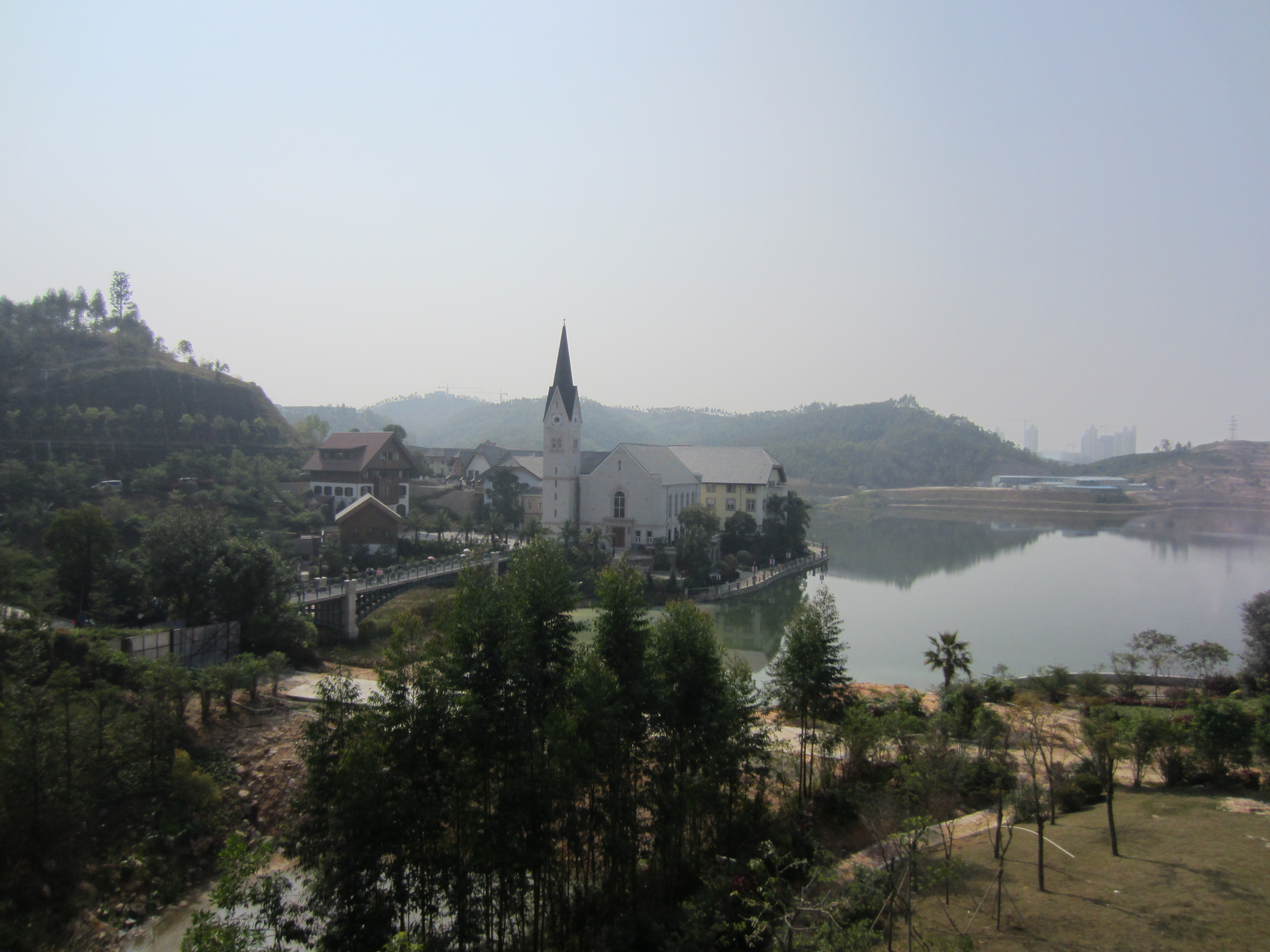
Hallstatt in China.

Hallstatt (chinesisch 五矿·哈施塔特, Pinyin Wǔ Kuàng Hāshītǎtè) ist eine Wohnsiedlung (Koordinaten: 23° 10′ 38,9″ N, 114° 19′ 34,5″ O) der Stadt Luoyangzhen im Distrikt Boluo des Amtsbereichs der Präfektur Huizhou, in der südchinesischen Provinz Guangdong. Der Kern der Wohnsiedlung ist dem Ortskern von Hallstatt in Österreich nachmodelliert. Das Areal wurde von Minmetals Land, der in Hongkong börsennotierten hundertprozentigen Tochter Chinas größten und staatseigenen Stahl- und Minenkonzern Minmetals Corp. für über 900 Millionen US-Dollar erstellt. Es ist damit ein nationales Projekt mit einer direkten Führungsstruktur nach Peking und wird offiziell als „Hallstatt See-Huizhou“ geführt.
Als international bekannte touristische Attraktion mit einem 4A-Sterne-Ranking (von 5) und zentral gelegen in Chinas Pearl River Delta gehört es zu einer der meistbesuchten Touristenattraktionen im südchinesischen Raum. Selbst die Schachtdeckel tragen Inschriften ihrer Vorbilder. Die an einem 170.000 m² großen, künstlich angelegten See liegende Kopie bildet den Marktplatz, Nachbauten von Häusern, Straßenzüge und eine der Kirchen des Originals nach. Dieser Kernbereich wird nicht bewohnt, bietet aber zahlreiche Läden und Restaurants. Um ihn befindet sich ein öffentlich nicht zugängliches Wohnressort, das vor allem auch wohlhabenden Chinesen aus den nahegelegenen Großstädten wie Shenzhen, Guangzhou oder Hongkong als Wohn- oder Zweitwohnsitz dient. Der Nachbau der Kirche bietet im Inneren lediglich einen leeren, aber repräsentativ gestalteten Raum. Entgegen den Vorstellungen mancher ausländischer Besucher kann in Hallstatt See-Huizhou weder geheiratet werden, noch hat es die Funktion eines „Hochzeitsdorfes“.
Aufgrund seiner zentralen Lage dient es zugleich als repräsentatives Forum für Wirtschafts- und Handelsdelegationen vor allem aus dem südchinesischen Wirtschaftsraum und Hongkong und zudem international als Beispiel eines erfolgreichen bilateralen Projekts in der Zusammenarbeit speziell mit Österreich im Tourismus- und Kulturbereich.

## Geschichte und Entwicklung
Erstmals am 5. Mai 2011 wurde der Hallstätter Bürgermeister Alexander Scheutz durch den österreichischen Wirtschaftsdelegierten in Südchina und Hongkong, Christian H. Schierer, darüber informiert, dass ein chinesisches Unternehmen plane, eine Kopie des österreichischen Hallstatt in Südchina nachzubauen (Brandwork-Studios 25. Juli 2014 Exclusiv Talk mit Bürgermeister Alexander Scheutz, Hallstatt). Es handelte sich hierbei um Minmetals Land, ein Tochterunternehmen des chinesischen Staatsunternehmen Minmetalls Corporation, Chinas größten und weltweit agierenden Minen- und Stahlkonzern. Deren Vertreter seien um eine offizielle und seriöse Partnerschaft mit Hallstatt in Österreich bemüht und wollten wissen, ob Vertreter der Geschäftsführung und Bürgermeister der Stadt Huizhou und Boluo Anfang Juli 2011 Hallstatt Österreich offiziell besuchen könnten. Ihr Wunsch sei, ein „Memorandum of Friendship between Hallstatt of Austria and Huizhou of Guangdong P.R. China“ auszuarbeiten und zu unterzeichnen.

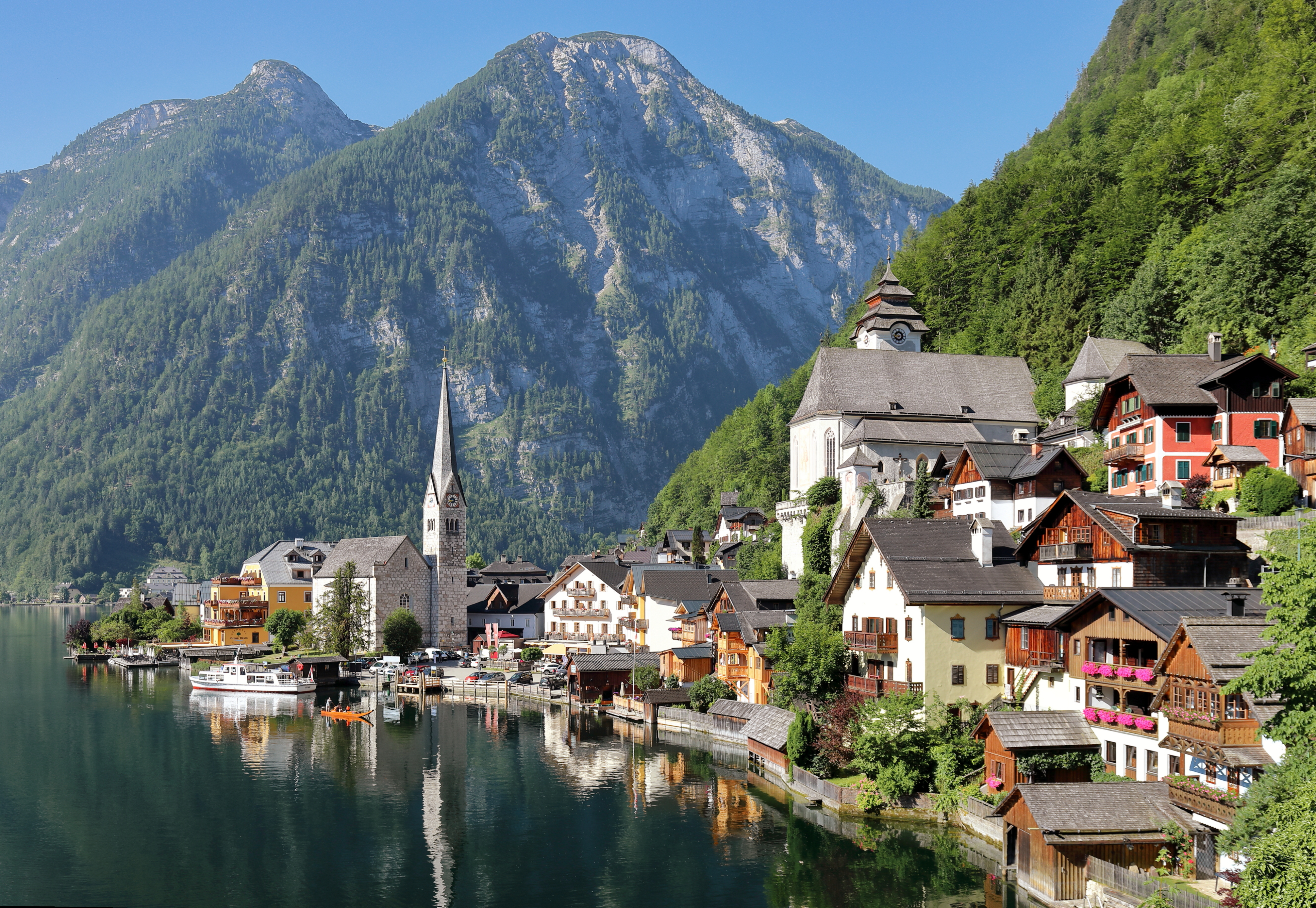
Das Original in Österreich

Am 11. Juni 2011 erfuhr die Besitzerin des Hotels „Grüner Baum“ durch einen Hotelgast ebenfalls über bereits fortgeschrittene Baupläne des Projekts in China. Während Bürgermeister Alexander Scheutz vorschlug, die chinesische Delegation abzuwarten, machte sie am 16. Juni 2011 das Vorhaben gegenüber den Medien bekannt. Daraufhin erfuhr Hallstatt in Österreich unverzüglich einen Ansturm von Medien und Journalisten. Dies führte zu einer weltweiten Berichterstattung und bald darauf zu einem sehr starken Anstieg der Touristen-Zahl im österreichischen Hallstatt in den folgenden Jahren.
Während Teile der Bevölkerung von Hallstatt die chinesischen Pläne mit Skepsis betrachteten, wandelte sich die Wahrnehmung des chinesischen Projekts relativ schnell. Dies auch durch Bürgermeister Alexander Scheutz, der darin eine Bewerbung für Hallstatt Österreich sah. Aufgrund der nun entstandenen medialen Unruhen verschoben beide Seiten das angestrebte Treffen. Nach dem Baubeginn am 19. April 2011 wurde das Projekt nach einer Bauzeit von einem Jahr am 2. Juni 2012 eröffnet. Die Baukosten waren anfangs mit 6 Billionen Rmb (ca. 940 Millionen US-Dollar) angegeben. Zur Eröffnungszeremonie im Jahr 2012 war Alexander Scheutz mit einer Delegation aus Hallstatt Österreich persönlich anwesend und unterzeichnete eine Vereinbarung für den Kulturaustausch, wobei Alexander Scheutz die Hallstatt-Kopie mit „überrascht, stolz, kein Problem“ kommentierte.

## Nationales und bilaterales Projekt
Bei der Eröffnung unterzeichnete Alexander Scheutz einen Vertrag über eine „offizielle freundschaftliche Zusammenarbeit und gegenseitigen Erfahrungsaustausch in den Bereichen Kultur, Kunst, Tourismus, Umweltschutz, Bildung und Stadtmanagement“ (Brandwork-Studios 25. Juli 2014 Exclusiv Talk mit Bürgermeister Alexander Scheutz, Hallstatt). Da der Betreiber Minmetals ein Staatsbetrieb ist, erfuhr das Projekt als ein nationales Projekt zugleich den Status eines bilateralen Projekts zwischen China und Österreich. Aufgrund seiner zentralen Lage in einer der größten Wirtschaftsregionen Chinas gewann es infolge auch an Bedeutung als Forum für Handels- und Wirtschaftsdelegationen. Der Ort dient auch für Events und Präsentationen wie z. B. im Jahr 2015 mit dem in China zur Legende gewordenen chinesischen Tischtennisweltmeister Ma Lin und dem österreichischen Tischtennisweltmeister Schlager, der auch in China einst zum Sportler des Jahres gewählt wurde.

## Lage und Verkehrsverbindungen
Hallstatt-See-Huizhou liegt vor der Stadt Huizhou in dessen Kreis Boluo und ist sowohl über den innerstädtischen Busverkehr als auch mit Reisebussen von den Bahnhöfen Huizhou Süd und Huizhou Huidong (Busse nach „Boluo“) zu erreichen. Die Fahrtzeit beträgt ca. 30 Minuten. Von Huizhous Geschäfts- und Bürozentrum liegt es circa zwanzig Minuten Autofahrt entfernt, von dem neuen Regierungsviertel Huizhous (10 km) gut 10 Minuten. Die Busse halten nahe Hallstatt an einer großen Kreuzung, an der auch das „Huizhou Olympia Stadion“ liegt. Von dieser führt eine mehrspurige Straße („Sportstraße“) zu dem auf einer leichten Anhöhe liegenden Hallstatt See, ein Fußweg von ca. zwanzig Minuten. An der Bushaltestelle warten ebenfalls Dreirad-Rikschas und Motorradfahrer. Der Preis ist verhandelbar, sollte aber nicht 10 Yuan übersteigen. Ein Stadtbus der gegenüberliegenden Boluo-Bezirksstadt Luoyang fährt ebenfalls alle zwanzig Minuten die Strecke nach Hallstatt. Dessen Haltestelle liegt ca. 50 Meter von der Kreuzung entfernt in der nach Hallstatt führenden Straße. Luoyang selbst sollte irrtümlich nicht angefahren werden. Luoyang ist allein Huizhous Verwaltungssitz für den Kreis Boluo, zu dem allein auf der unteren Verwaltungsebene auch das Gebiet Hallstatt zählt. Hallstatt selbst aber liegt als eigenständiger Komplex gut drei Kilometer gegenüber Luoyang entfernt und wird direkt von Huizhou angefahren. Auch der Huizhou Expressway (im Süden) und die Huizhou Avenue (im Norden) führen an Hallstatt vorbei.
Huizhou selbst ist, als boomende Industriestadt für Elektronik und neue Industrien im Silicon Valley Chinas liegend, mit den Großstädten Guangzhou, Shenzhen oder auch Hongkong durch Schnellstraßen und Hochgeschwindigkeitszüge gut vernetzt. Von Shenzhen fahren Busse von der Yinhu Long Distance Busstation und auch vom Shenzhen – Hongkong Grenzübergang Luo (ca. 70 bis 90 Minuten). Von Guangzhou aus von den Busbahnhöfen Guangzhou Passenger Transport Station im Yueshu District und Tianhe Bus Station (nahe der East Railway Station). Die jeweiligen Fahrtzeiten betragen ca. 1½ bis 2 Stunden. Der Hochgeschwindigkeitszug von Shenzhen dauert für die 56 km lange Strecke nach Huizhou circa 30 Minuten, von Hongkong West Kowloon Station zur Huizhou Süd Station 60 Minuten.
Der Flughafen Huizhou (HUZ) liegt etwa 25 Kilometer östlich der Stadt mit Flugverbindungen von Peking, Xian, Hangzhou, Wuxi und anderen wichtigen Städten in China. Die Flughäfen Shenzhen Baoan Airport (SZX) und Guangzhou Baiyun Airport (CAN) liegen ca. 1 bzw. 2 Autostunden entfernt.

## Touristische Attraktionen nahe Hallstatt See-Huizhou
In unmittelbarer Nähe zu Hallstatt See-Huizhou liegen touristische und Freizeit gestaltende Anziehungspunkte, wie ein Hot Spring Ressort, aber auch das Huizhou Sportzentrum mit Schwimmhalle und dem im Jahr 2015 gebauten Huizhou Olympia Stadion. Huizhou gehört wegen seiner landschaftlich reizvollen Lage aber auch zu einer der Top-Touristenstädte Chinas. Großen Bekanntheitsgrad hat der Westsee, einer der größten Binnenseen Chinas, an den auch die Altstadt Huizhous grenzt. Er bietet zahlreiche Brücken und Pagoden und hat nahezu die gleiche Berühmtheit wie der „Westsee“ in Hangzhou. Berühmt sind auch die nahegelegenen Luofu-, Xiangfou- oder auch Nankun-Berge. Ebenfalls zählt die Luftqualität zu den zehn besten von Chinas Großstädten.

## Ähnliche Projekte in China
Der Bau von Hallstatt ist Teil eines Trends in China, andere Teile der Welt nachzuahmen oder wieder aufzubauen. Während dies das einzige Beispiel ist, bei dem ein ganzer Ortskern repliziert wurde, gibt es viele ähnliche Orte in China. Weitere Beispiele sind Nachbildungen des Eiffelturms und mehrere Kopien europäischer Burgen in Chongqing. Viele dieser Kopien sind Wohnungsbau für die wohlhabendere chinesische Bevölkerung. So hatten die von westlichen Architekten gestalteten Planstädte One City, Nine Towns in Shanghai nach dem Bau viel Leerstand. Der an Jackson (Wyoming) angelehnte Ferienort Jackson Hole (China) – auch Heimatstadt USA in der Region Hebei außerhalb Pekings, sowie das im Norden Pekings gelegene Ju Jun, angelehnt an Orange County (Kalifornien) waren gefragter. Eine Europäische Straße und einige Nachbauten Venedigs sind auch in Einkaufszentren zu finden.

## Künstlerische Aufarbeitung
Der österreichische Künstler Norbert Artner stellte die beiden Hallstatt im Projekt HALLSTATT REVISITED fotografisch gegenüber.

## Rundfunkberichte
- Chinas Fake-Städte, ProSieben – Galileo, Folge 33, Staffel 2015 vom 2. Februar 2015 (YouTube)